# Symphonie no 38 de Joseph Haydn
« Écho »
Pour les articles homonymes, voir Symphonie no 38.
La Symphonie no 38 en do majeur Hob. I:38, est une symphonie du compositeur autrichien Joseph Haydn, qui a été composée entre 1765 et 1769. En raison des deux derniers mouvements qui contiennent des parties virtuoses de hautbois, il a été suggéré que sa composition pourrait coïncider avec l’emploi du hautboïste Vittorino Colombazzo pendant l’automne 1768.

## Surnom (Écho)
Cette symphonie est surnommée l’ « Écho » puisqu’on y retrouve un procédé d’imitation dans le deuxième mouvement. L’effet d’écho provient de la ligne des premiers violons dont les motifs sont ensuite répétés en effet de sourdine par les deuxièmes violons. Le surnom ne provient pas du compositeur.

## Orchestration
L’œuvre est écrite pour
| Instrumentation de la 38" symphonie                                                  |
| Cordes                                                                               |
| premiers violons, seconds violons, altos, violoncelles, contrebasses, basse continue |
| Bois                                                                                 |
| 2 hautbois, 1 basson,                                                                |
| Cuivres                                                                              |
| 2 cors, 2 trompettes                                                                 |
| Percussions                                                                          |
| timbales                                                                             |

## Analyse
Elle est composée dans une forme standard de quatre mouvements :
1. Allegro di molto, en do majeur, à
2. Andante molto, à
3. Menuet et Trio, à
4. Allegro di molto, à

Durée approximative : 20 minutes.
Le mouvement lent est écrit exclusivement pour cordes.
Le trio du menuet contient un solo virtuose de hautbois qui utilise la tessiture complète de l’instrument et comprend des sauts de presque deux octaves.
Le finale contient lui aussi un solo virtuose de hautbois, des points d'orgue et une cadence.